# Cathedral (verhaal)
Cathedral is een verhaal van Raymond Carver, gepubliceerd in 1983 in de gelijknamige bundel. Het verhaal is typerend voor Carvers stijl, thematiek en werkwijze. Het verhaal werd opgenomen in The Best American Short Stories van 1982 en wordt gewoonlijk gezien als een van zijn beste verhalen. Met het verhaal kreeg Carver eindelijk de begeerde erkenning waarnaar hij verlangde.

## Plot
Een getrouwd stel krijgt bezoek van een blinde man, een vroegere kennis van de vrouw. De man zit niet echt op dit bezoek te wachten. Na een ongemakkelijk diner, waarbij flink wat gedronken wordt, valt de vrouw in slaap. De man zit nu met de blinde opgezadeld. Ze kijken op de televisie naar een documentaire over kerken en kathedralen. De blinde vraagt de man om samen een kathedraal te tekenen, zodat de blinde zich er ook een voorstelling van kan maken. De man stemt toe, eerst met tegenzin, maar hij gaat allengs zo op in het tekenen dat hij zijn ogen sluit en vervolgens de plotselinge gewaarwording krijgt zich volledig te voelen als een blinde.